# Montclar-sur-Gervanne
Pour les articles homonymes, voir Montclar et Gervanne (homonymie).
Montclar-sur-Gervanne est une commune française située dans le département de la Drôme, en région Auvergne-Rhône-Alpes.

## Géographie

### Localisation
Montclar-sur-Gervanne est située à 45 km au sud-est de Valence, 12 km à l'est de Crest (chef-lieu de canton) et à 14 km de Saillans.

### Communes limitrophes
|      | Beaufort-sur-Gervanne | Eygluy-Escoulin |
| Suze | Montclar-sur-Gervanne | Véronne         |
|      | Mirabel-et-Blacons    |                 |

### Hydrographie
Le territoire de la commune est traversé par la Gervanne, un affluent de la Drôme qui prend sa source dans les hauteurs du rebord occidental du massif du Vercors au niveau du col de la Bataille.

### Climat
Pour des articles plus généraux, voir Climat d'Auvergne-Rhône-Alpes et Climat de la Drôme.
En 2010, le climat de la commune est de type climat méditerranéen altéré, selon une étude du CNRS s'appuyant sur une série de données couvrant la période 1971-2000. En 2020, Météo-France publie une typologie des climats de la France métropolitaine dans laquelle la commune est exposée à un climat de montagne ou de marges de montagne et est dans la région climatique  Alpes du sud, caractérisée par une pluviométrie annuelle de 850 à 1 000 mm, minimale en été. 
Pour la période 1971-2000, la température annuelle moyenne est de 12,4 °C, avec une amplitude thermique annuelle de 17,4 °C. Le cumul annuel moyen de précipitations est de 953 mm, avec 7,9 jours de précipitations en janvier et 4,7 jours en juillet. Pour la période 1991-2020, la température moyenne annuelle observée sur la station météorologique de Météo-France la plus proche, « Beaufort-S-Gervanne »sur la commune de Beaufort-sur-Gervanne à 4 km à vol d'oiseau, est de 12,8 °C et le cumul annuel moyen de précipitations est de 936,4 mm,. Pour l'avenir, les paramètres climatiques de la commune estimés pour 2050 selon différents scénarios d'émission de gaz à effet de serre sont consultables sur un site dédié publié par Météo-France en novembre 2022.

## Urbanisme

### Typologie
Au 1er janvier 2024, Montclar-sur-Gervanne est catégorisée commune rurale à habitat très dispersé, selon la nouvelle grille communale de densité à 7 niveaux définie par l'Insee en 2022.
Elle est située hors unité urbaine. Par ailleurs la commune fait partie de l'aire d'attraction de Crest, dont elle est une commune de la couronne,. Cette aire, qui regroupe 17 communes, est catégorisée dans les aires de moins de 50 000 habitants,.

### Occupation des sols
L'occupation des sols de la commune, telle qu'elle ressort de la base de données européenne d’occupation biophysique des sols Corine Land Cover (CLC), est marquée par l'importance des forêts et milieux semi-naturels (79,1 % en 2018), en diminution par rapport à 1990 (80,9 %). La répartition détaillée en 2018 est la suivante : 
forêts (72,2 %), zones agricoles hétérogènes (13,3 %), terres arables (7,4 %), milieux à végétation arbustive et/ou herbacée (6 %), espaces ouverts, sans ou avec peu de végétation (0,9 %), prairies (0,2 %). L'évolution de l’occupation des sols de la commune et de ses infrastructures peut être observée sur les différentes représentations cartographiques du territoire : la carte de Cassini (XVIIIe siècle), la carte d'état-major (1820-1866) et les cartes ou photos aériennes de l'IGN pour la période actuelle (1950 à aujourd'hui).

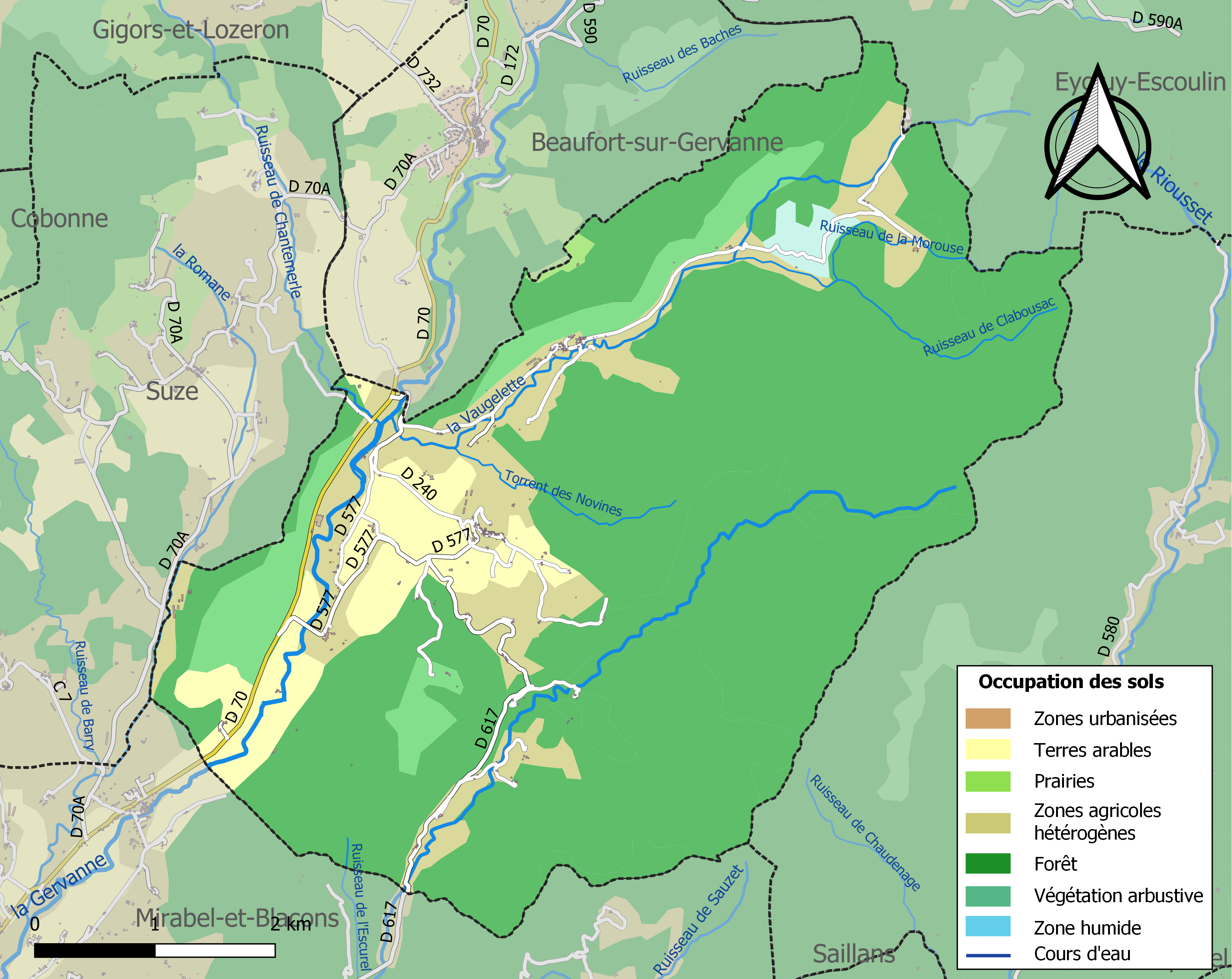
Carte des infrastructures et de l'occupation des sols de la commune en 2018 (CLC).

## Toponymie

### Attestations
Dictionnaire topographique du département de la Drôme :
- 1168 : Castrum de Monteclaro (cartulaire de Die, 29).
- 1231 : Monclar (Gall. christ., XVI, 210).
- 1254 : mention du mandement : Mandamentum castri de Monte Claro (cartulaire de Léoncel, 177).
- 1298 : Castrum Montis Claris (Valbonnais, II, 88).
- XIVe siècle : mention de la paroisse : Capella de Monteclaro (pouillé de Die).
- 1509 : mention de l'église Saint-Marcel : Ecclesia parrochialis Sancti Marcelli Montis Clari (visites épiscopales).
- 1415 : Montclair (rôle de décimes).
- 1578 : Montclard (Alman. du Dauphiné).
- 1891 : Monclar, commune du canton de Crest-Nord.

(non daté)[réf. nécessaire] : Monclar-sur-Gervanne.

## Histoire
Pour un article plus général, voir Histoire de la Drôme.

### Du Moyen Âge à la Révolution
La seigneurie :
- Au point de vue féodal, Montclar était une terre du fief des dauphins.
- 1263 : elle est cédée aux Artaud d'Aix.
- 1288 : passe aux Mévouillon.
- 1292 : recouvrée par les Artaud d'Aix.
- 1298 : vendue aux comtes de Valentinois qui en inféodent des parties à différents co-seigneurs, mais en conservent toujours la partie principale, qui entre dans le domaine delphinal en 1419, avec les autres biens de ces comtes.
- 1450 : cette dernière partie est elle-même engagée au pape. Les papes se retrouvent donc co-seigneurs avec les Arbalestier, les Grammont et les Eurre.
- La partie des Eurre passe aux Reynaud.
- 1530 : la partie des Reynaud passe aux Montoison.
- Vers 1715 : la partie des d'Arbalestier passe aux Gram(m)ont de Vachères, derniers co-seigneurs.
- Avant 1755 : les La Tour deviennent co-seigneurs
- 1755 : la partie des La Tour passe (par mariage) aux Virieu, derniers co-seigneurs.

Un péage est attesté au XVIIIe siècle.
Avant 1790, Montclar était une communauté de l'élection de Montélimar et de la subdélégation et sénéchaussée de Crest, formant une paroisse du diocèse de Die, dont l'église, dédiée à saint Marcel, était celle d'un prieuré, uni dès le XIVe siècle à la dignité d'archidiacre de l'église cathédrale de Valence, dignité dont le titulaire était, de ce chef, collateur et décimateur dans cette paroisse.
Le mandement de Monclar comprenait, avec la commune de ce nom, une partie de celle de Beaufort.

#### Vaugelas

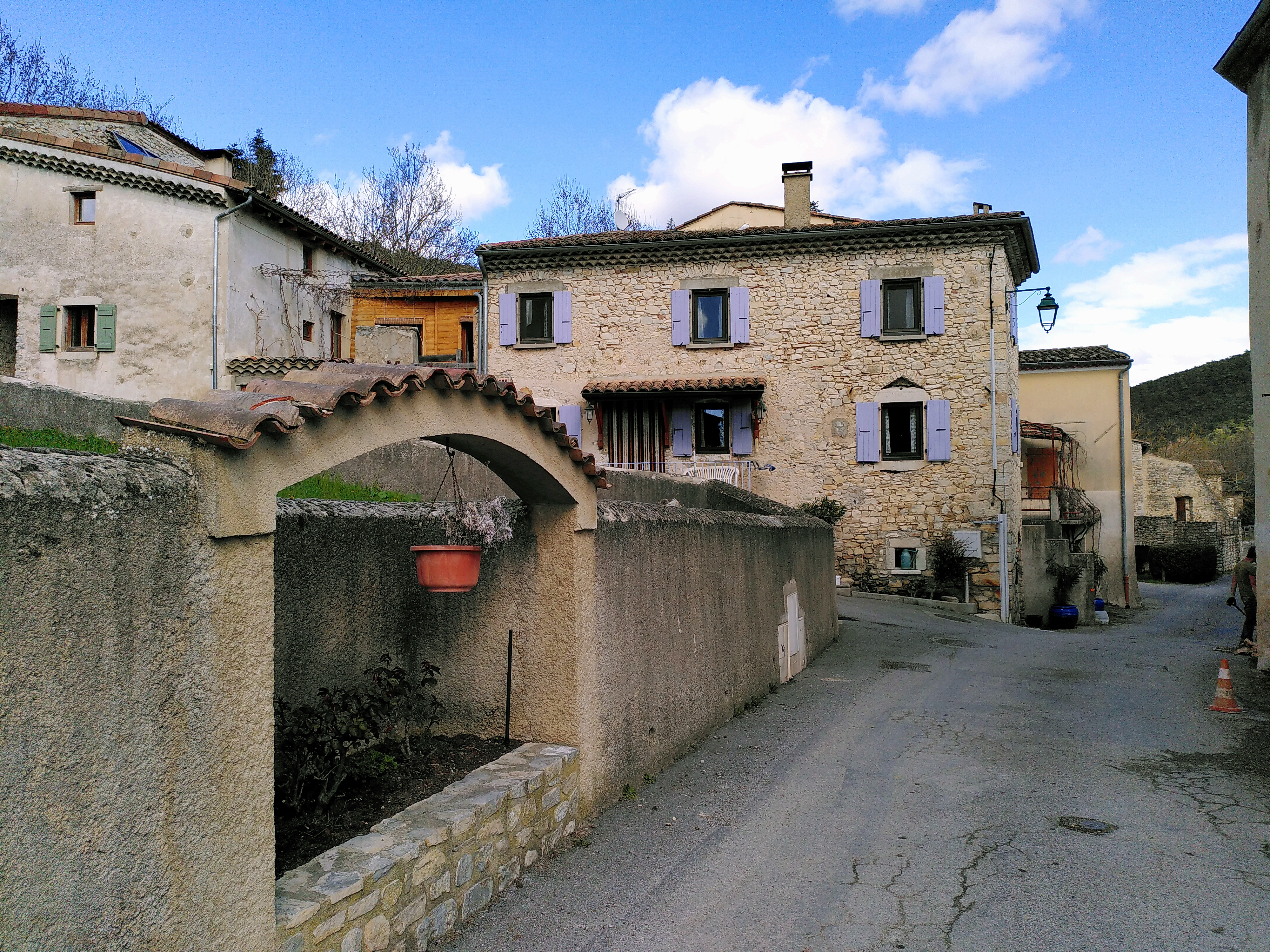
Rue principale de Vaugelas.

Dictionnaire topographique du département de la Drôme :
- 1337 : Mansus de Valgela (Inventaire de la chambre des comptes).
- 1509 : mention de l'église Saint-Jacques : Ecclesia Sancti Jacobi Vallis Gelate (visites épiscopales).
- 1529 : Vaugella (archives hosp. de Crest).
- 1554 : Veaugealla (archives de la Drôme, E 509).
- 1763 : Vaugellard (Royanné, notaire à Crest).
- 1891 : Vaugelas, hameau de la commune de Montclar.

Avant 1790, Vaugelas était une paroisse de la communauté de Montclar et du diocèse de Die, dont l'église était sous le vocable de Saint-Jacques et Saint-Philippe et dont les dîmes appartenaient à l'archidiacre de la cathédrale de Valence, en sa qualité de prieur de Montclar.

### De la Révolution à nos jours
En 1790, la commune est comprise dans le canton d'Aouste. La réorganisation de l'an VIII la place dans celui de Crest-Nord.

## Politique et administration

### Administration municipale
Le nombre d'habitants au dernier recensement étant compris entre 100 et 499, le nombre de membres du conseil municipal est de onze.
À la suite de l'élection municipale de 2014, le conseil municipal est composé de deux adjoints et de huit conseillers municipaux.

### Liste des maires
| Période                                  | Période  | Identité           | Étiquette | Qualité  |
| ---------------------------------------- | -------- | ------------------ | --------- | -------- |
| Les données manquantes sont à compléter. |          |                    |           |          |
| mars 1995                                | En cours | Jean-Pierre Andéol | DVD       | Retraité |

## Population et société

### Démographie
L'évolution du nombre d'habitants est connue à travers les recensements de la population effectués dans la commune depuis 1793. Pour les communes de moins de 10 000 habitants, une enquête de recensement portant sur toute la population est réalisée tous les cinq ans, les populations de référence des années intermédiaires étant quant à elles estimées par interpolation ou extrapolation. Pour la commune, le premier recensement exhaustif entrant dans le cadre du nouveau dispositif a été réalisé en 2006.

En 2022, la commune comptait 195 habitants, en évolution de +7,73 % par rapport à 2016 (Drôme : +2,64 %, France hors Mayotte : +2,11 %).
| 1793 | 1800 | 1806 | 1821 | 1831 | 1836 | 1841 | 1846 | 1851 |
| ---- | ---- | ---- | ---- | ---- | ---- | ---- | ---- | ---- |
| 642  | 402  | 564  | 571  | 564  | 577  | 583  | 568  | 584  |

| 1856 | 1861 | 1866 | 1872 | 1876 | 1881 | 1886 | 1891 | 1896 |
| ---- | ---- | ---- | ---- | ---- | ---- | ---- | ---- | ---- |
| 582  | 568  | 572  | 551  | 527  | 488  | 447  | 425  | 398  |

| 1901 | 1906 | 1911 | 1921 | 1926 | 1931 | 1936 | 1946 | 1954 |
| ---- | ---- | ---- | ---- | ---- | ---- | ---- | ---- | ---- |
| 457  | 495  | 506  | 407  | 394  | 363  | 400  | 340  | 241  |

| 1962 | 1968 | 1975 | 1982 | 1990 | 1999 | 2006 | 2011 | 2016 |
| ---- | ---- | ---- | ---- | ---- | ---- | ---- | ---- | ---- |
| 236  | 228  | 182  | 170  | 154  | 157  | 182  | 182  | 181  |

| 2021 | 2022 | - | - | - | - | - | - | - |
| ---- | ---- | - | - | - | - | - | - | - |
| 194  | 195  | - | - | - | - | - | - | - |

### Enseignement
La commune relève de l'académie de Grenoble.

### Manifestations culturelles et festivités
- Fête : le deuxième dimanche de juillet[13].

### Médias
Le territoire de la commune se situe dans l'aire de diffusion de plusieurs médias :
- Presse écrite
  - Le Dauphiné libéré, quotidien régional qui consacre, chaque jour, y compris le dimanche, dans son édition de « La vallée de la Drôme » un ou plusieurs articles à l'actualité du canton et de la commune, ainsi que des informations sur les éventuelles manifestations locales, les travaux routiers, et autres événements divers à caractère local.
  - L'Agriculture Drômoise, journal d'informations agricoles et rurales, couvre l'ensemble du département de la Drôme.
  - Drôme Hebdo (ancien Peuple Libre), hebdomadaire chrétien d'informations.
  - Journal du Diois et de la Drôme.
- Presse audio-visuelle
  - France Bleu est une radio publique diffusée sur son territoire.

### Cultes
L'église paroissiale et la communauté catholique de la commune relèvent de la Paroisse Sainte Famille du Crestois dont la maison paroissiale est située à Crest. Cette paroisse est rattachée au diocèse de Valence.

## Économie
En 1992 : vignes, ovins. De nombreux gîtes et chambres d'hôte.

## Culture locale et patrimoine

### Lieux et monuments

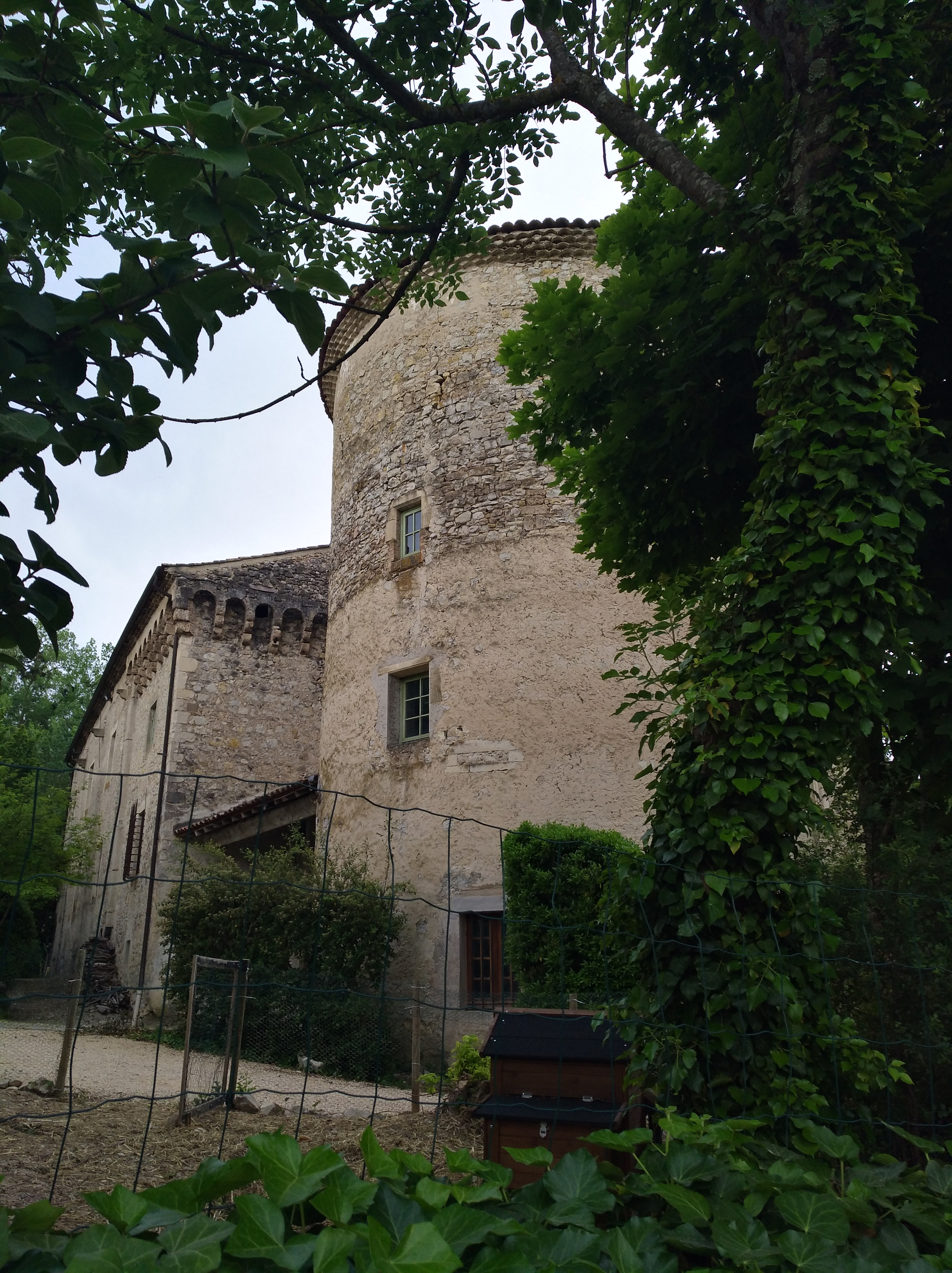
Château de Vachères.

- Église Saint-Marcel, Montclar.Église Saint-Jacques-et-Saint-Philippe, Vaugelas.Château de Vachères.Donjon, château médiéval, ruiné en 1474[réf. nécessaire].

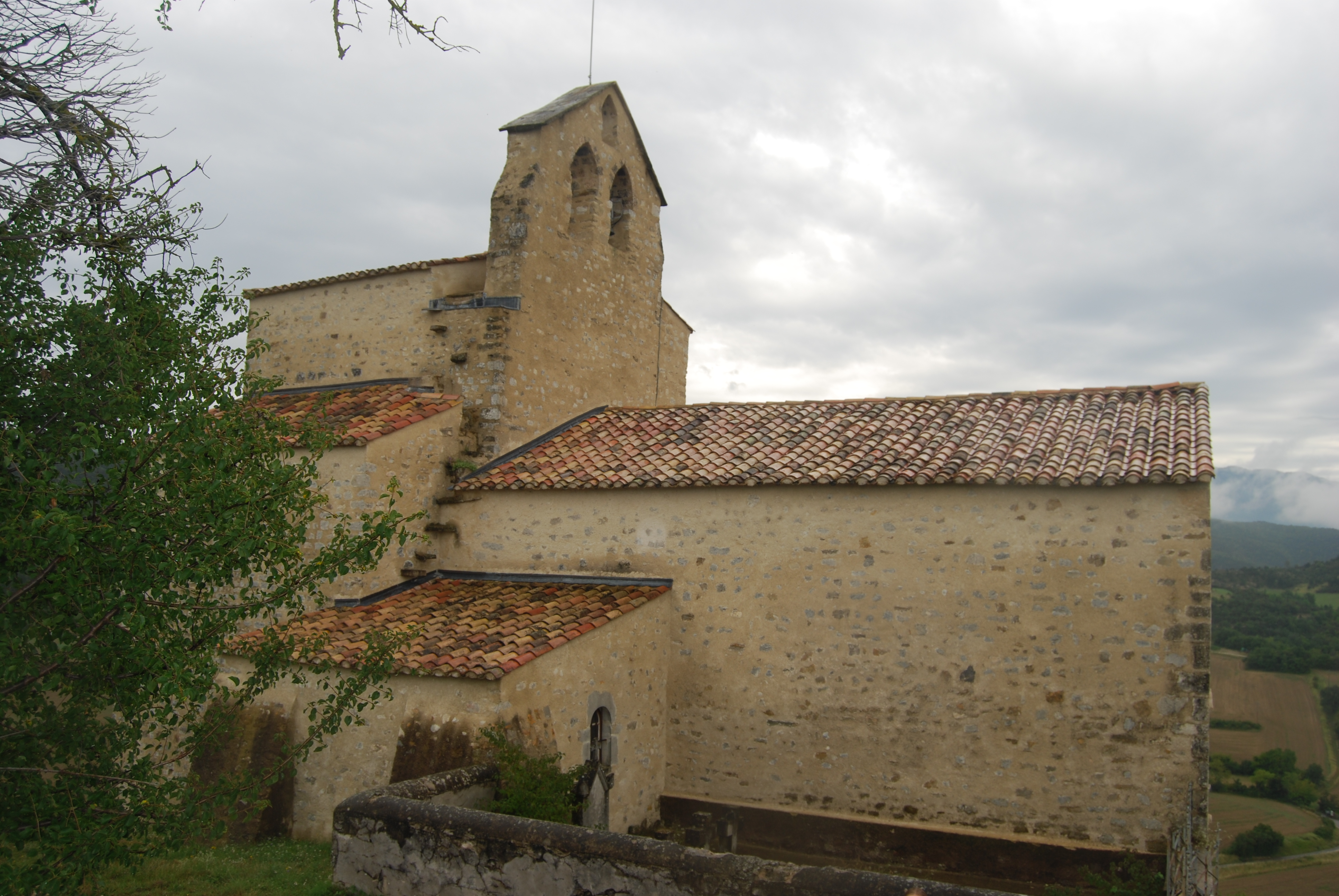
Église Saint-Marcel, Montclar.

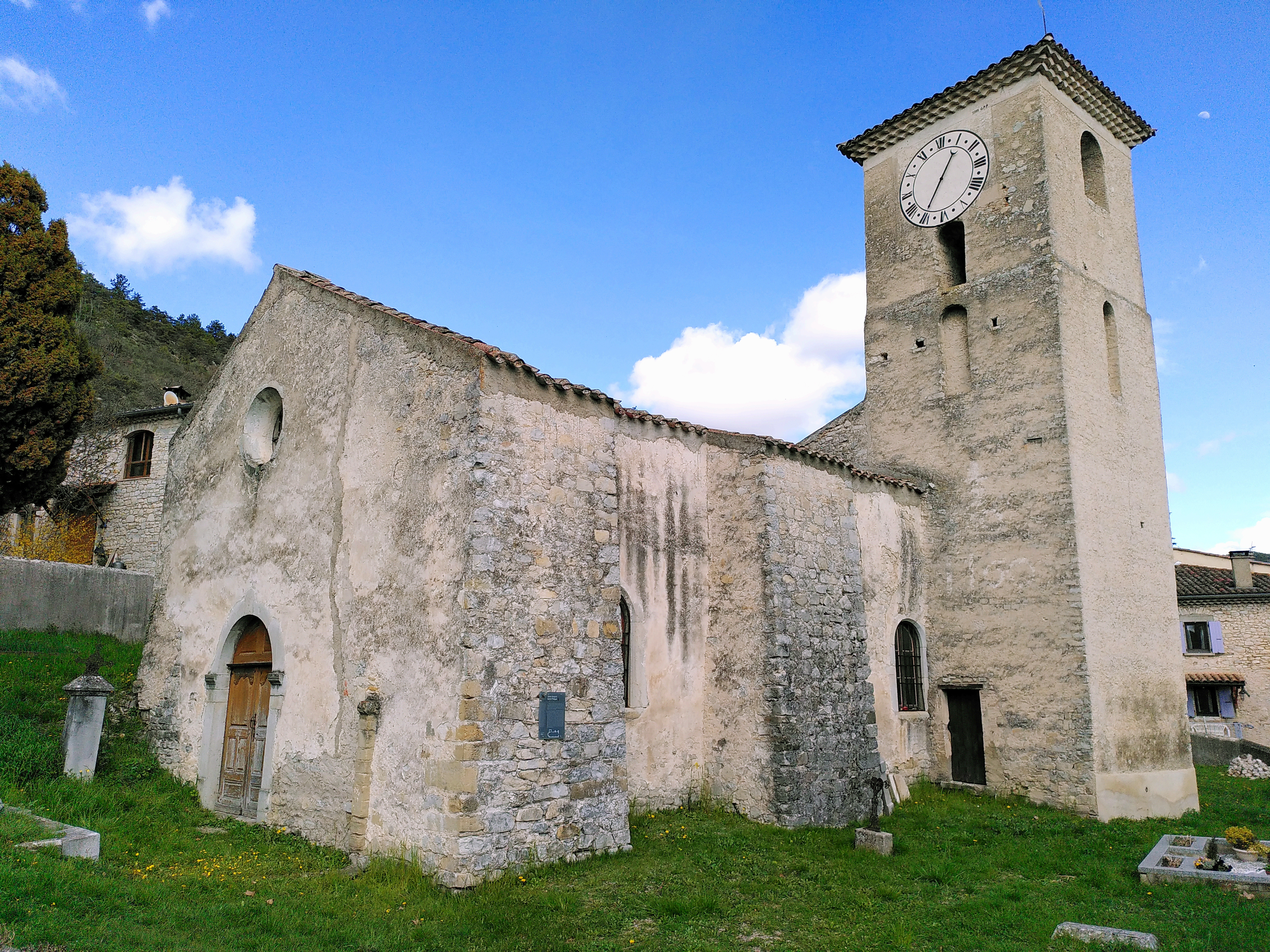
Église Saint-Jacques-et-Saint-Philippe, Vaugelas.

- Le Vingtain : enceinte autour du village[réf. nécessaire].
- Église Saint-Marcel de Montclar-sur-Gervanne, romane fortifiée (IMH)[13].
- Château de Vachères du XVIe siècle : cheminée Renaissance[13] ; fief de la famille de Gram(m)ont de Vachères, qui hérita en 1767 le duché de Caderousse des d'Ancézune ; cette famille du Dauphiné n'a aucun lien établi avec les Gramont[21].
- Village ancien homogène[13].
- Vaugelas : village médiéval (en partie ruiné) dans un site sauvage. Il possède une église romane (clocher carré, abside en cul-de-four)[13], l'église Saint-Jacques-et-Saint-Philippe de Vaugelas.
- Le Dérot : ancien moulinage transformé en usine textile puis en chambres d'hôte.

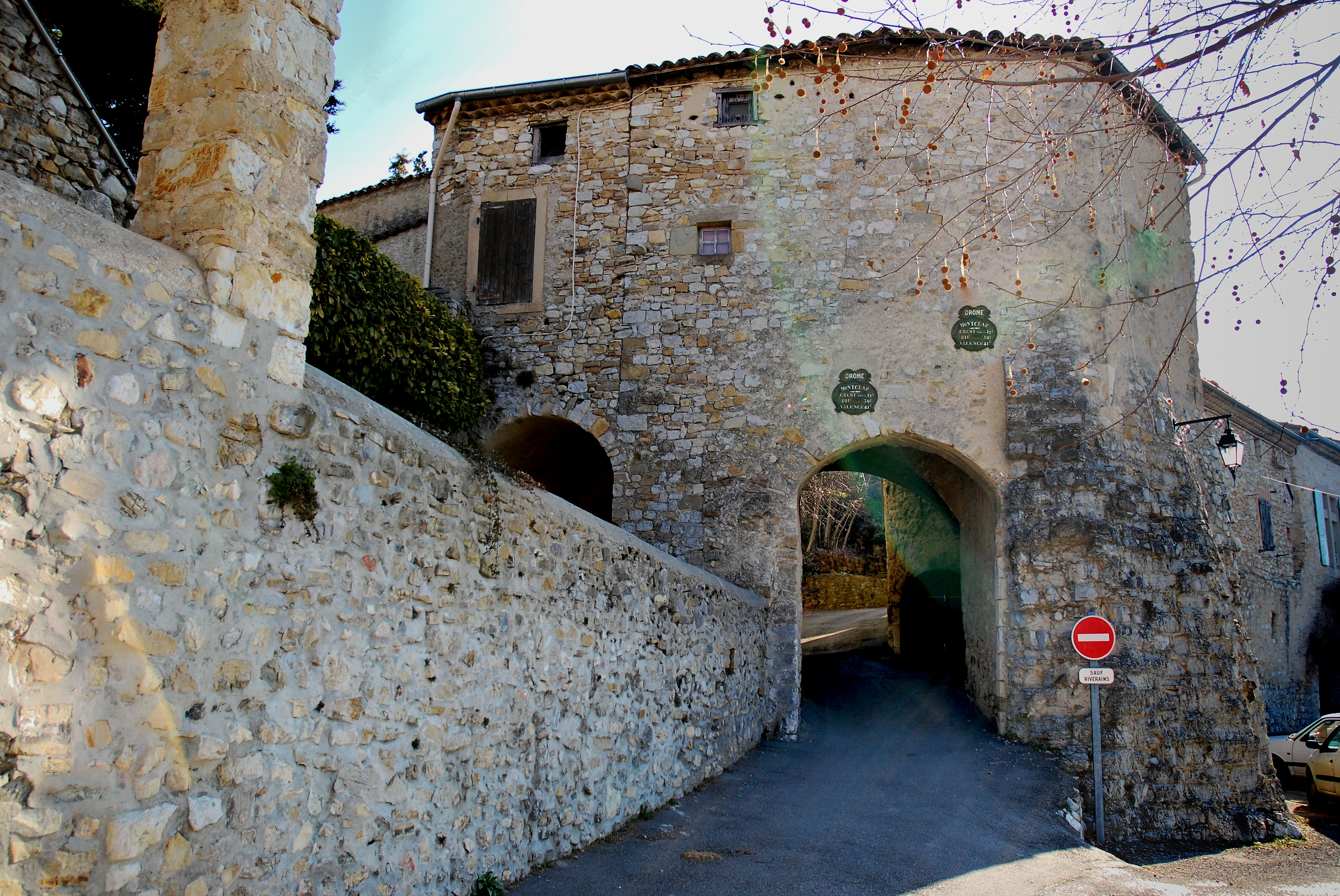
Porte d'accès au village.
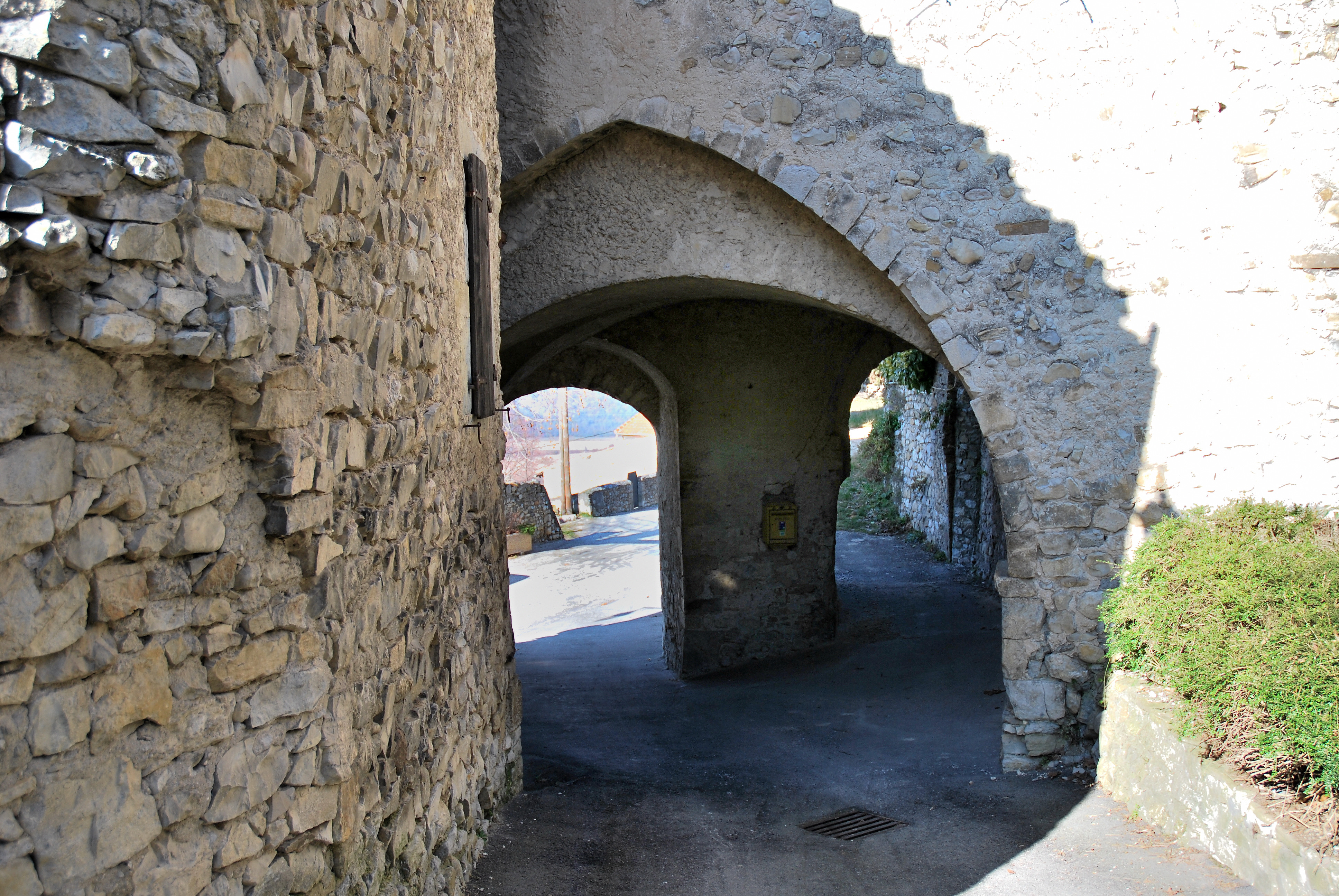
Porte vue de l'intérieur.
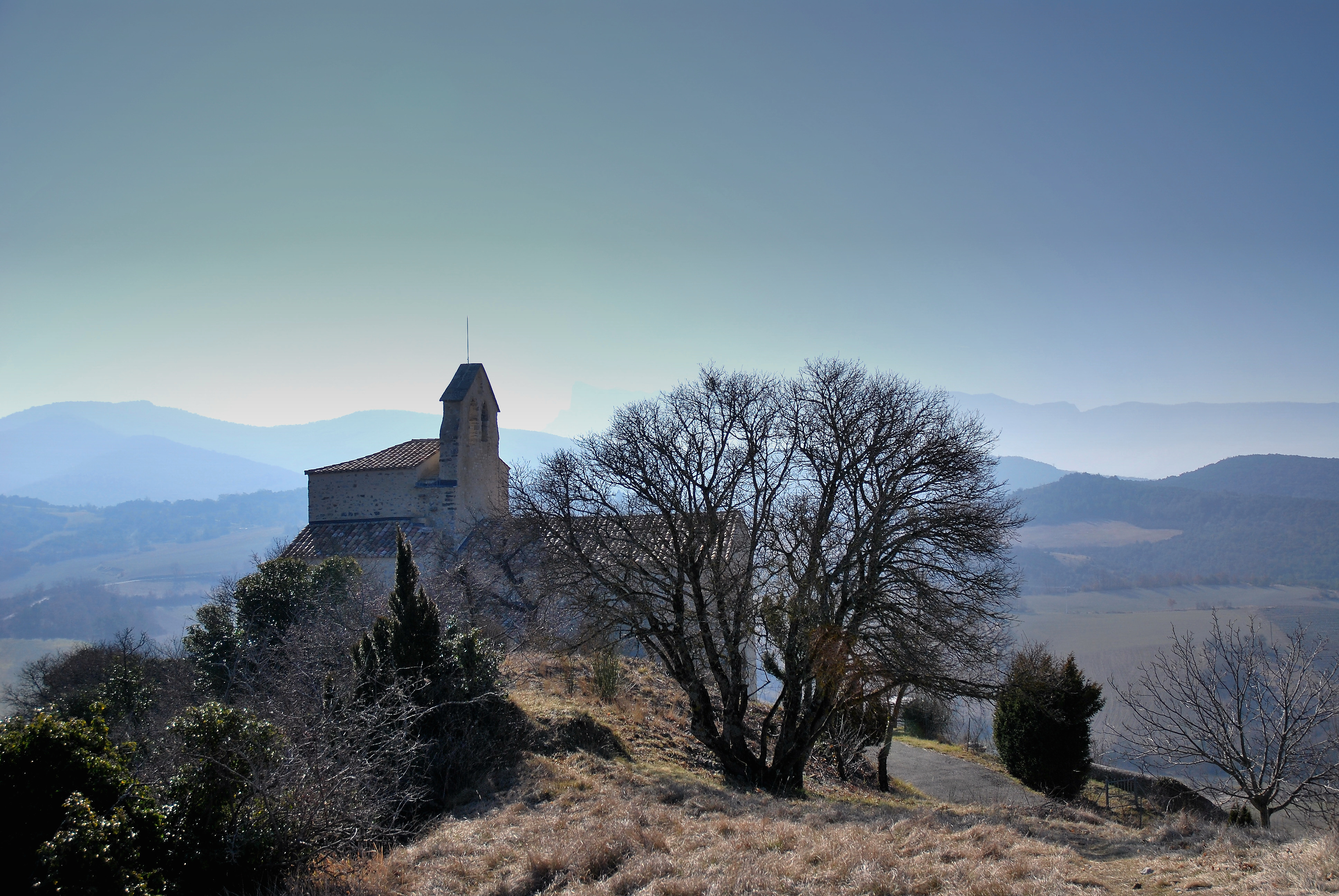
Église au sommet de la colline.

### Patrimoine naturel
Au nord de la commune commence le Parc naturel régional du Vercors. À l'est de Vaugelas, une piste monte jusqu'à l'entrée de la Forêt domaniale du Grand Barry.

### Personnalités liées à la commune
- Esprit Nicolas de Labretonnière, maire de Montclar et député de la Drôme de 1820 à 1830.

### Héraldique, logotype et devise
|  | Montclar-sur-Gervanne possède des armoiries dont l'origine et le blasonnement exact ne sont pas disponibles. |